# NGC 473
NGC 473 je galaksija u zviježđu Ribe.

## Vanjske poveznice
- SEDS: NGC 473